# Gaia Project
Gaia Project ist ein Strategiespiel der deutschen Spieleautoren Helge Ostertag und Jens Drögemüller. Es basiert auf dem Spiel Terra Mystica und erschien 2017 auf der Spielemesse Essen beim Verlag Feuerland Spiele. Im Juni 2018 wurde das Spiel zum „Spiele Hit für Experten“ im Rahmen des österreichischen Spielepreises Spiel der Spiele gekürt. Darüber hinaus konnte es beim Deutschen Spielepreis 2018 den 2. Platz erreichen.

## Thema und Ausstattung
In dem Spiel übernimmt jeder Spieler eines von 14 Völkern und versucht sich auf friedliche Weise in der Galaxie auszubreiten. Dabei hat jedes Volk eine bestimmte Art von Heimatplaneten und eine eigene Spezialfähigkeit. Sollen andere Planeten besiedelt werden, so müssen diese zuvor umgeformt werden. Im Laufe des Spiels werden die Minen zu besseren Gebäuden aufgewertet und unterschiedliche Planeten können zu einer Allianz vereinigt werden.
Das Spielmaterial besteht neben der Spielanleitung aus:
- 10 Raumteilen (Sektoren)
- 1 Forschungstableau
- 1 Wertungstableau
- 7 Völkertableaus
- 10 Rundenwertungsplättchen
- 8 Schlusswertungsplättchen
- 10 Rundenbooster
- 36 Basistechnologien
- 15 Ausbautechnologien
- 6 Raumstationen
- 19 Allianzmarker
- 15 Allianz-Anzeigeplättchen
- 12 Gaiaplaneten
- 1 schwarzer Planet
- 20 Aktionsmarker
- 25 Automakarten
- 4 Spielerhilfen
- 1 Zugreihenfolge-Karte
- Je Spielerfarbe 8 Minen
- 4 Handelszentren
- 3 Forschungslabore
- 2 Akademien
- 1 Regierungssitz
- 3 Gaiaformer
- 7 Markierungssteine
- 25 Satelliten
- 14 Credit-Anzeiger
- 7 Erz-Anzeiger
- 7 Wissen-Anzeiger
- 30 Q.I.C.s
- 50 Machtsteine
- 1 Extra-Machtstein
- 1 Startspielerfigur

## Spielweise
Zur Spielvorbereitung werden die zehn Sektoren beliebig ausgelegt und jeder Spieler platziert zwei Minen auf beliebigen Heimatplaneten. Das Forschungstableau wird zufällig mit neun Basistechnologien bestückt und die Marker jedes Spielers auf den entsprechenden Forschungsfeldern platziert. Zusätzlich startet jeder Spieler mit 10 Punkten auf der Siegpunktleiste. Die Wertungsplättchen und Rundenbooster werden zufällig gezogen und auf den Tisch gelegt. Nun erhält jeder Spieler sein Starteinkommen, bevor der Startspieler das Spiel beginnt. Das Spiel endet, wenn sechs Runden absolviert sind.
Zu Beginn jeder Runde erhalten alle Spieler ihr Einkommen. Sollte ein Spieler in der vorherigen Runde einen Gaiaformer platziert haben, wird dieser in der Gaia-Phase durch ein Gaiaplättchen ersetzt. Dann beginnt der Startspieler eine der acht möglichen Aktionen auszuführen. Hat er seine Aktion beendet, so ist der nächste Spieler in Zugreihenfolge dran. Dies passiert solange, bis alle Spieler reihum gepasst haben. Wenn ein Spieler passt, so legt er seinen Rundenbooster zurück und wählt sich für die kommende Runde einen neuen. Dann beginnt eine neue Runde.
Die acht möglichen Aktionen sind:
- Eine Mine errichten
- Ein Gaia-Projekt starten
- Bestehende Gebäude aufwerten
- Allianz gründen
- Forschungsfortschritt
- Macht bzw. Q.I.C. Aktionen ausspielen
- Sonderaktionen
- Passen

Nachdem alle sechs Runden absolviert sind, findet abhängig von den Schlusswertungsplättchen eine abschließende Wertung statt. Der Spieler der nach der Schlusswertung die meisten Siegpunkte hat, gewinnt das Spiel.

## Entwicklung und Ausgaben
Das Spiel Gaia Project wurde von den deutschen Spieleautoren Helge Ostertag und Jens Drögemüller auf der Basis des von ihnen stammenden Spiels Terra Mystica entwickelt und erschien 2017 zu den Internationalen Spieltagen SPIEL '17 in Essen beim Verlag Feuerland Spiele. Es wurde zudem in mehrere Sprachen übersetzt und international von verschiedenen Verlagen in Lizenz veröffentlicht. 2017 erschienen ebenfalls eine niederländische (White Goblin Games), eine englische Version (Z-Man Games), eine russische (Hobby World), eine spanische (Maldito Games), eine italienische (Cranio Creations), eine brasilianische (Mandala Jogos), eine chinesische (Game Harbor), eine japanische (Ten Days Games) und eine polnische Version (Games Gactory).

## Belege
1. 1 2 3 4 5 6  Spielanleitung Gaia Project
2. ↑  Gaia Project in der Spieledatenbank BoardGameGeek (englisch); abgerufen am 18. November 2017.